# Тресс МакНілл
Тереза Клер Пейн (англ. Teressa Claire Payne; нар. 20 червня 1951), відома як Тресс МакНілл (англ. Tress MacNeille) — американська акторка озвучення, співачка, діджейка та сценаристка. Найбільш відома за такими шоу, як «Сімпсони», «Футурама», «Гей, Арнольде!», «Невгамовні», «Чіп і Дейл — бурундучки-рятівнички».

## Раннє життя
Народилася в Чикаго, штат Іллінойс. З дитинства захоплювалася мультфільмами, з 8 років хотіла бути голосовою акторкою. Закінчила Каліфорнійський університет у Берклі та відвідувала школу радіомовлення, ставши ді-джейкою.

## Кар'єра
Протягом 10 років входила до імпровізаційної комедійної групи The Groundlings. Працювала асистенткою кастингу голосових акторів Боб Ллойда. Отримала свою першу роль в епізоді 1979 року мультсеріалу Скубі-Ду та Скраппі-Ду.

## Озвучка

### Сімпсони
- Агнес Скіннер
- Ліндсі Нейджл
- Дольф
- Брандін Спаклер
- Берніс Гібберт
- Мона Сімпсон, мати Гомера Сімпсона (епізод «D'oh-in 'in the Wind»)
- Божевільна котяча леді, літня жінка, оточена котами, яких вона часто ловить
- Інші

### Футурама
- Мама, власниця Робочої компанії «Дружина мами» та антагоністка серій.
- Лінда, ведуча Доброго ранку, Земля
- Хетті Макдогал, божевільна, стара дама
- Бляшанка Тім, Крихітка Тім, дитина-робот (вперше показаний у «Xmas Story»)
- Мунда, давно загублена мати Туранги Ліли
- Фанні, дружина Донбота
- Темно-синій
- Моніка, фембот, який з'являється у «Усі мої мікросхеми»
- Нднд, дружина Лррр, від Omicron Persei VIII (вимовляється nn-NN-da до другого сезону, і nn-da NN-da у третьому сезоні)
- Віолет
- Петунія
- Королева Сьорбу
- Гюнтер, гіперінтелектуальна мавпа з епізоду "Марсіанський університет".
- Інші

### Розчарування
- Королева Уна

### Смурфики
- Сільвія

### Братик ведмедик 2
- Нуна

### Відеоігри
| Рік        | Гра                                             | Персонаж |
| ---------- | ----------------------------------------------- | --- |
| 1993       | Rise of the Dragon                              | Karyn Sommers                                                                                                  |
| 1995       | Full Throttle                                   | Suzi, Leader of the Vultures                                                                                   |
| 1996       | Toonstruck                                      | Fluffy Fluffy Bun Bun, Ms. Fortune, Marge, 'Mistress' Marge, Bouncer, Chipper, Sparky, Sam Shmaltz's secretary |
| 1996       | Tiny Toon Adventures: Buster and the Beanstalk  | Babs Bunny |
| 1997       | The Simpsons: Virtual Springfield               | Additional Voices                                                                                              |
| 1997       | Fallout                                         | Jain |
| 1997       | Animaniacs Game Pack                            | Dot Warner |
| 1997       | ClayFighter 63⅓                                 | Taffy, Lady Liberty, High Five                                                                                 |
| 1998       | Fallout 2                                       | Tandi |
| 1998       | Tiny Toon Adventures: The Great Beanstalk       | Babs Bunny |
| 1999       | Animaniacs Splat Ball                           | Dot Warner |
| 2000       | Walt Disney World Quest: Magical Racing Tour    | Chip, Polly Roger, Otto Plugnut                                                                                |
| 2000       | Tigger's Honey Hunt                             | Kanga |
| 2000       | Mickey's Speedway USA                           | Daisy Duck |
| 2000       | Donald Duck: Goin' Quackers                     | Daisy Duck |
| Unreleased | Tiny Toon Adventures: Defenders of the Universe | Babs Bunny |
| 2002       | Kingdom Hearts                                  | Daisy Duck, Queen of Hearts                                                                                    |
| 2003       | Futurama                                        | Mom/Linda |
| 2003       | The Simpsons: Hit & Run                         | Agnes Skinner/Others                                                                                           |
| 2005       | Winnie the Pooh's Rumbly Tumbly Adventure       | Kanga |
| 2005       | Animaniacs: The Great Edgar Hunt                | Dot Warner/Mary Hartless                                                                                       |
| 2006       | Kingdom Hearts II                               | Daisy Duck, Chip, Merryweather, Kanga, Shenzi                                                                  |
| 2007       | Kingdom Hearts II Final Mix+                    | Daisy Duck, Chip, Kanga, Merryweather                                                                          |
| 2007       | The Simpsons Game                               | Dolph |
| 2007       | Bee Movie Game                                  | Jeanette Chung                                                                                                 |
| 2010       | Kingdom Hearts Birth by Sleep                   | Chip, Merryweather                                                                                             |
| 2010       | Epic Mickey                                     | Daisy Duck |
| 2011       | Kingdom Hearts Re: coded                        | Chip |
| 2011       | Kinect Disneyland Adventures                    | Daisy Duck, Chip                                                                                               |
| 2012       | Epic Mickey 2: The Power of Two                 | Daisy Duck |
| 2013       | Disney Magic Castle: My Happy Life              | Daisy Duck, Chip                                                                                               |
| 2013       | Tomodachi Life                                  | Fumiko, Hayley, Yoshi                                                                                          |
| 2014       | Kingdom Hearts HD 2.5 Remix                     | Daisy Duck, Chip, Merryweather, Kanga, Queen of Hearts                                                         |
| 2019       | Kingdom Hearts III                              | Chip |